# 替代與補充醫學雜誌
《替代與補充醫學雜誌》（Journal of Alternative and Complementary Medicine）是同行評審的醫學雜誌月刊，内容論及替代醫學，由瑪莉‧安‧李柏特出版社（Mary Ann Liebert, Inc.）發行。創刊於1995年，是針灸研究學會的官方期刊。

## 影響指數
根據期刊引用報告，該期刊2015年的影響指數為1.395。

## 反應
2005年，BBC使用該雜誌發表的一份報告聲稱顺势疗法對某些患者有效。然而這篇文章卻與擁有的高影響因子的《刺胳針》不久前發表的一項研究結果相矛盾，《刺胳針》的研究指出順勢療法是無效的。 藥理學家戴維·科洪（David Colquhoun）在其博客上批評這篇《替代與補充醫學雜誌》上的文章的方法論，稱其基於問卷調查的方法「根本不是真正的研究」，從中得出的結論「相當可笑」。在他看來「像這樣的論文不但不會增加人類的知識，反而有損人類的知識」。 偽醫學觀察（Quackwatch）將《替代與補充醫學雜誌》列入「不推薦期刊」名單，稱其「存在根本性缺陷」。 
《替代與補充醫學雜誌》包含在布蘭登-希爾清單（Brandon/Hill）推薦給小型醫學圖書館的書籍和期刊清單中。哈佛大学、卡罗林斯卡学院、西北大学、范德比尔特大学、加州大学旧金山分校、迈阿密大学和华盛顿大学在内的Osher結合醫學合作組織與該期刊合作，定期發表受邀評論。